# Umbrien
Umbrien (italienska: Umbria) är en region i mellersta Italien. Regionen hade cirka 859 600 invånare (2022), på en yta av 8 464 km². Huvudort är Perugia. Umbrien höjer sig i öster mot Apenninerna och genomflyts av övre Tibern. Det mjukt böljande landskapet är berömt för sin skönhet.

## Historia
Regionen Umbrien har fått sitt namn från det italiska folk, umbrer, som bodde där och talade umbriska (besläktat med latin). En del av det fornitaliska landskapet Umbrien innehades av etruskerna, till dess romarna 310–308 f.Kr. i samband med Etruriens erövrande underlade sig och ganska snart romaniserade det. I en författning indelades Italien i provinser och Umbrien och Etrurien sammanslogs till en provins (Tuscia et Umbria)  under en corrector och sedan år 370 under en consularis. Under den senare kejsartiden var landet av vikt i militäriskt hänseende, som genomgångsland för goterna. Landets invånare, umbrer, hade stark benägenhet för partikularism, varför städerna med områden blev nästan självständiga samhällen. Dessa var för övrigt i allmänhet små. Genom landet gick Via flaminia, från Rom till Ariminum (nuvarande Rimini). Boskapsskötsel och fruktträdsodling var huvudnäringarna.

## Geografi
Umbrien saknar kust och är därmed den enda inlandsregionen på Apenninska halvön. Italiens fjärde största sjö Lago Trasimeno finns i regionen. Slättlandskap saknas men Umbrien är aningen mindre bergigt (29 %) än grannlandskapet Marche (31 %), mot vilket Apenninerna utgör en naturlig gränsvall. De högsta bergen i landskapet har en höjd av ungefär 1 500 meter. Landskapet består i övrigt av ofta skogbeväxta kullar. Av floder kan nämnas Tibern som rinner genom landskapet på sin väg mot Rom. I regionens sydligaste del, nära staden Terni finns det konstgjorda vattenfallet Cascata delle Marmore.

## Provinser och städer
Umbrien är indelat i två provinser: Perugia, med 59 kommuner (comuni) och Terni med 33 kommuner. Några större städer är: Assisi, Città di Castello, Foligno, Gubbio, Orvieto, Spoleto, Terni och Todi.